# Ximena Lamadrid
Ximena Lamadrid (Cancún, 5 de junio de 1996) es una actriz mexicana. Es conocida por su papel en la serie policíaca mexicana ¿Quién mató a Sara?, en la que interpreta a Sara Guzmán.

## Biografía
Lamadrid creció en Dubái. A los diecinueve años se trasladó a Estados Unidos para cursar la carrera de teatro en la Tisch School of the Arts, donde estudió durante dos años.

## Filmografía

### Cortometrajes
| Año  | Título                   | Personaje  |
| ---- | ------------------------ | ---------- |
| 2017 | Truth or Consequences    | Lily       |
| 2019 | Welcome Home             | Lucie      |
| 2019 | Break                    | June Tyler |
| 2019 | Mud and Honey            | Delilah    |
| 2019 | Las Lobitas, Los Angeles | Angel Jean |
| TBA  | Dance, Dance, Dance      | Ava        |

### Películas
| Año  | Título                                        | Personaje | Director                    |
| ---- | --------------------------------------------- | --------- | --------------------------- |
| 2020 | On the Rocks                                  | Mandy     | Sofia Coppola               |
| 2022 | Bardo, falsa crónica de unas cuantas verdades | Camila    | Alejandro González Iñárritu |
| 2022 | No abras la puerta                            | Esther    | Humberto Hinojosa           |
| 2024 | Príncipes Salvajes                            |           |                             |

### Series
| Año       | Título              | Personaje                                 | Notas                           |
| --------- | ------------------- | ----------------------------------------- | ------------------------------- |
| 2021–2022 | ¿Quién mató a Sara? | Sara Guzmán Zaldivar Lucía Lazcano Guzmán | Reparto principal (temporada 3) |
| 2022      | Bocetos             |                                           | Reparto recurrente              |
| 2023      | El colapso          | Sabina                                    | Reprto recurrente               |
| 2024-2025 | Bandidos            | Regina                                    | Reparto principal (temporada 2) |